# Siluro di Tortona

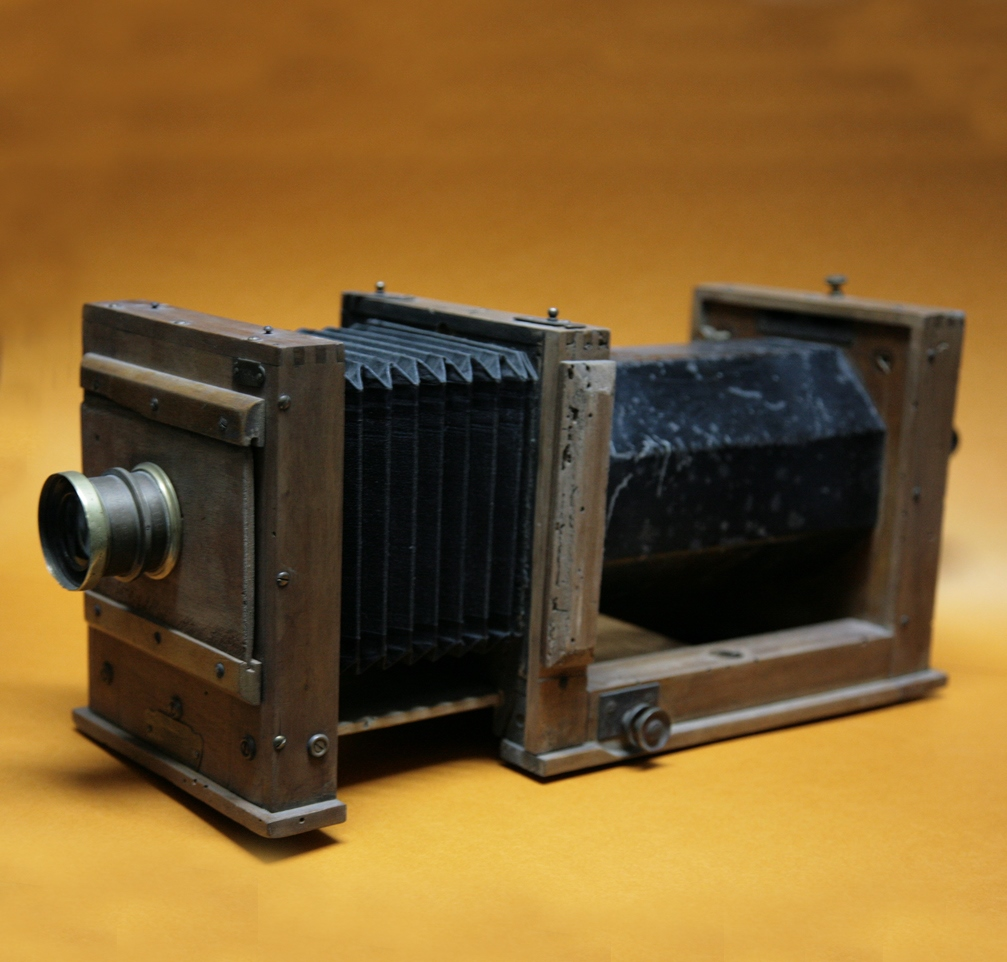
Ingranditore da parete: Siluro di Tortona 1900 circa

Il siluro di Tortona è un ingranditore a condensatore a specchi, che costruito in legno permette il montaggio di lastre fino alla dimensione di 20x25 cm e obiettivi di vario formato. Consente di stampare immagini di notevoli dimensioni per pannelli da muro anche oltre il metro di lunghezza. Il Siluro viene posizionato orizzontalmente, a fronte di una parete, facendolo scorrere su due binari fino raggiungere le dimensioni della stampa voluta. Successivamente si mette a fuoco con il movimento del soffietto, alla cui estremità è montata l'ottica. Poi, a ingranditore spento, si posiziona sulla parete la carta fotografica fermata agli angoli con delle puntine da disegno, ben spianata, carta già tagliata a misura da rotoli lunghi anche 10 metri. Lo sviluppo avviene con le procedure consuete, ma in grosse vasche (di alcuni metri di larghezza e lunghezza) atte a contenere la carta fotografica distesa. Tutte le procedure descritte vanno effettuate in camera oscura con luce gialla/arancione per le carte a bromuro. Fu prodotto e brevettato dalla ditta Rossi Ettore sita in Tortona, che gli aveva dato il nome con cui è conosciuto: siluro per la forma allungata dello stesso.
La società nel 1933 si chiamava  Società anonima Siluro Tortona.